# Dudhai
Dudhai ist ein ca. 1.100 Einwohner zählendes Dorf in der historischen Region Bundelkhand im heutigen nordindischen Bundesstaat Uttar Pradesh. Dudhai war während der Herrschaft der Chandella-Dynastie eine bedeutsame Stadt mit zahlreichen Tempeln.

## Lage
Dudhai liegt in einer Höhe von ca. 450 m ü. d. M. ca. 45 km (Fahrtstrecke) südlich der Distriktshauptstadt Lalitpur. Das Klima ist warm; Regen fällt hauptsächlich in den Monsunmonaten Juni bis September.

## Bevölkerung
Die überwiegend Bundeli und Hindi sprechenden Einwohner des Ortes sind ganz überwiegend Hindus; andere Religionen spielen unter der Landbevölkerung Indiens kaum eine Rolle. Der weibliche Bevölkerungsanteil ist deutlich geringer als der männliche.

## Wirtschaft
Das Umland des Dorfes ist wieder größtenteils von Buschwald bedeckt. Auf einigen gerodeten Flächen wird Feldwirtschaft und auch etwas Viehzucht (Rinder, Hühner) betrieben; im Ort selbst gibt es Kleinhändler, Handwerker und Tagelöhner.

## Geschichte
Im Mittelalter und auch noch während der Mogulzeit war Dudhai Hauptstadt eines Verwaltungsbezirks (pargana). Nahezu sämtliche Hindu- und Jain-Bauten der Stadt bzw. deren Figurenschmuck müssen in islamischer Zeit zerstört worden sein (siehe Bilderverbot im Islam). Es stehen nur noch Stümpfe, die in der umgebenden Buschlandschaft dennoch durchaus eindrucksvoll wirken. Die Stätte steht heute unter der Aufsicht des Archaeological Survey of India.

## Sehenswürdigkeiten
- In direkter Nachbarschaft zu zwei Tempeln (Larger Surang und Lesser Surang), von deren Portalen noch Reste überdauert haben, befindet sich eine noch relativ gut erhaltene Eberstatue (varaha), mit den Attributen Vishnus (z. B. gada); der Körper des Ebers ist – wie in Eran – mit zahlreichen kleinen Figuren bedeckt.
- Ca. 100 m entfernt befinden sich zwei gegenüberliegende Jain-Schreine mit den halbwegs gut erhaltenen Figuren von Adinatha und Shantinatha.
- Ca. 1,5 km nördlich befindet sich eine aus einer Felswand herausgehauene Statue von Narasimha mit dem Dämon Hiranyakashipu auf dem angehobenen linken Knie. Die Felsskulptur wird von einigen Forschern noch der Gupta-Zeit (5./6. Jahrhundert) zugerechnet.
- Eine kreisrunde Fläche mit einigen Bauresten weist auf die ehemalige Existenz eines Yogini-Tempels hin.